# Чай O'Sulloc
Чай O'Sulloc — це бренд південнокорейського чаю. Компанію заснував Су Сон Хван у 1979 році.  O'Sulloc Corporation була заснована у вересні 2020 року як незалежна дочірня компанія Amorepacific Corporation.  Чай O'Sulloc походить з оброблених полів на острові Чеджу. 

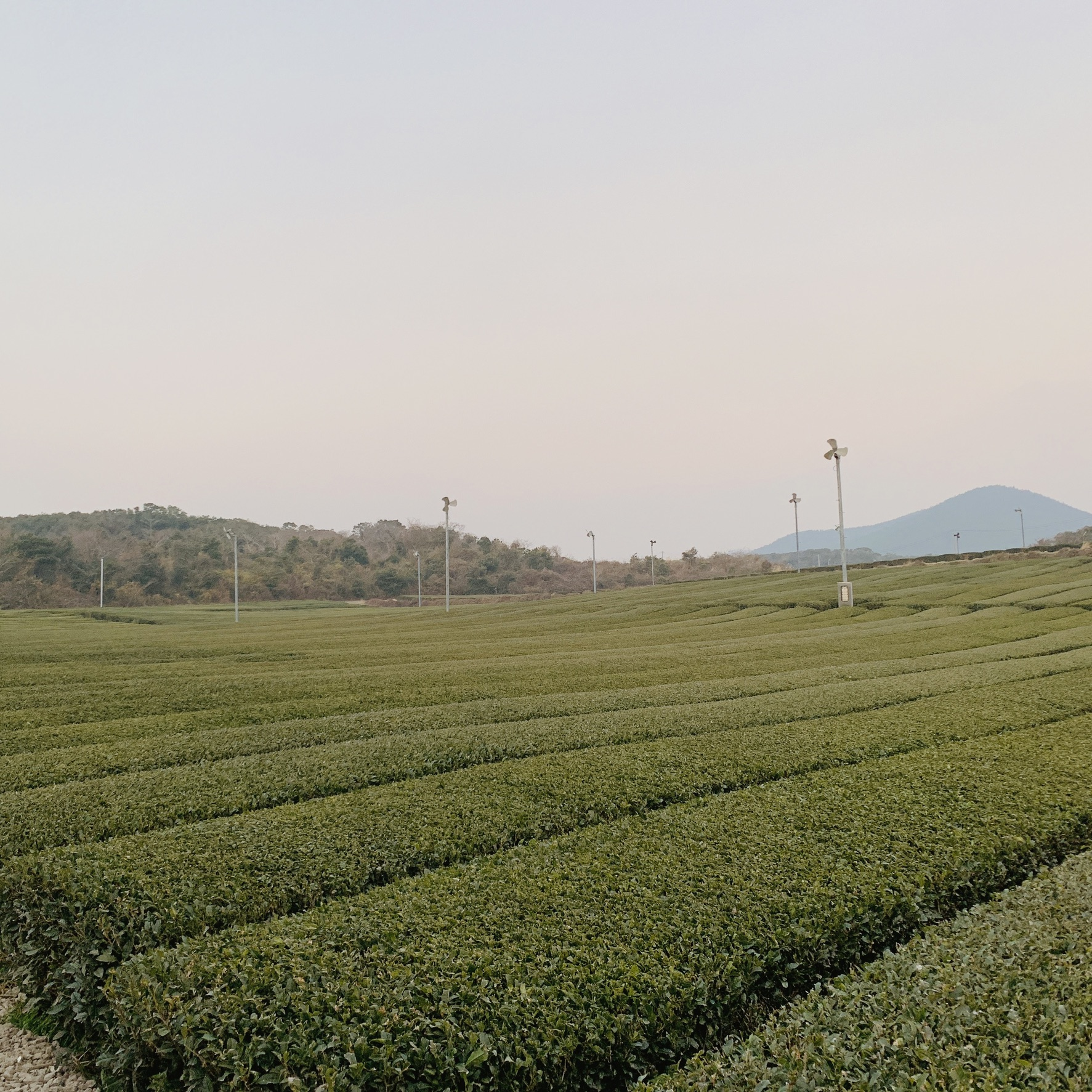
Чайні поля O'Sulloc

O'Sulloc є міжнародно визнаним брендом й за межами Південної Кореї, наприклад в КНР, Японії та Сполучених Штатах. Асортимент O'Sulloc складається з сортів чорного та зеленого чаю, які є традиційними у корейській чайній культурі. Чай O'Sulloc має різні сертифікати, а в 2010 році отримав сертифікат Національної органічної програми (NOP) від Міністерства сільського господарства США (USDA). 

## Місцезнаходження
Чай O'Sulloc виробляється на чотирьох плантаціях, три з яких розташовані на острові Чеджу, а одна - на материковій частині Південної Кореї. Острів Чеджу має одне з найкращих середовищ у Кореї для вирощування чаю, оскільки ґрунт на острові складається в основному з вулканічного попелу.  Вологий субтропічний клімат на острові, забезпечує стабільну температуру протягом усього року з великою річною кількістю опадів. 

## Музей чаю O'Sulloc

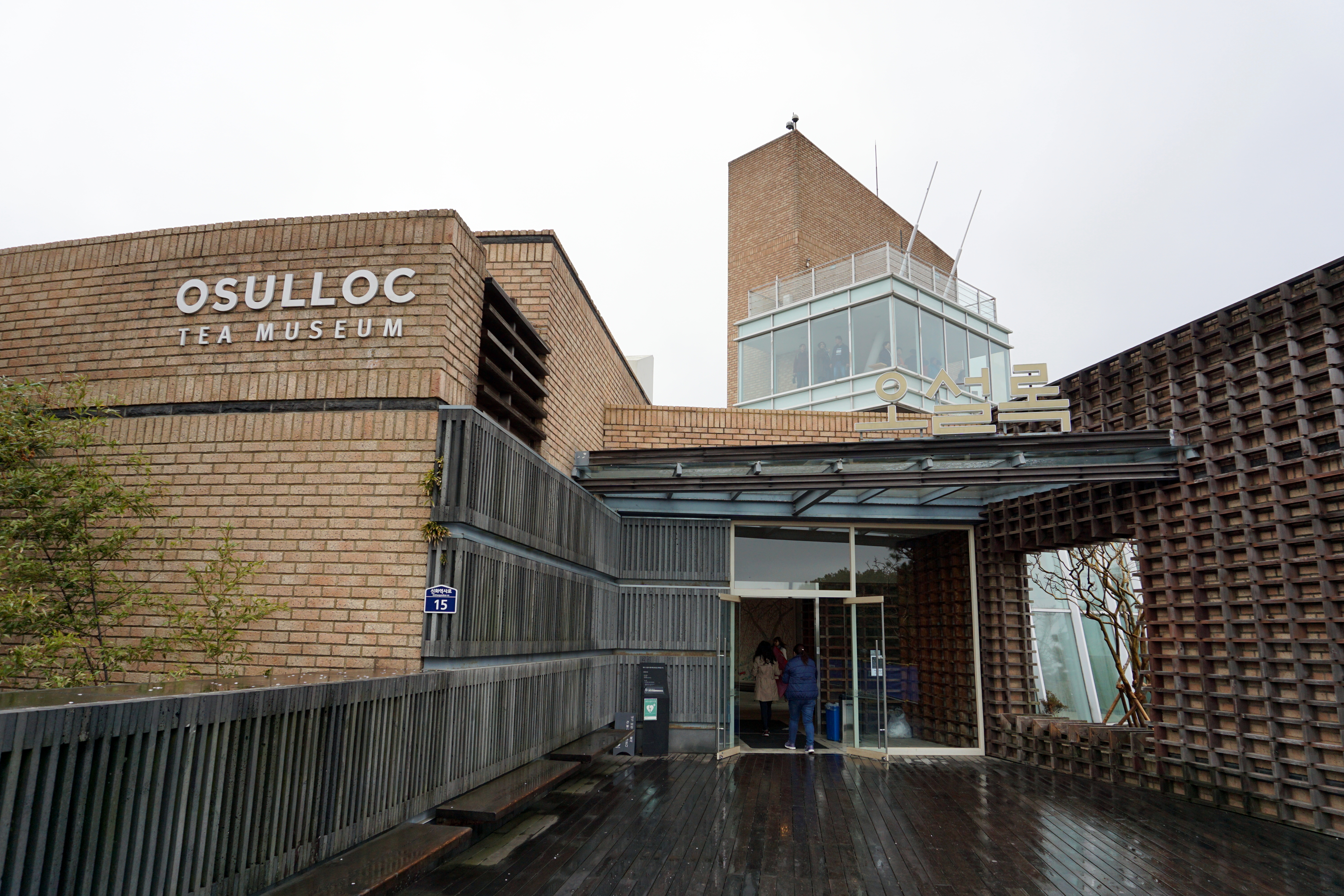
Музей чаю O'Sulloc

Музей чаю O'Sulloc розташований на чайній плантації біля міста Согвіпо на острові Чеджу. Він був відкритий корпорацією Amorepacific у вересні 2001 року та став першим музеєм чаю, відкритим у Південній Кореї. Це популярне туристичне місце, яке щорічно відвідує 1,5 мільйона людей.  У 2020 році музей розширився трьома новими будівлями, включаючи кафе, де відвідувачі можуть безпосередньо спробувати різні сорти чаю та десерти,  доступні лише в кав'ряні музею. 